# ジョシュ・ハインズ＝アレン
ジョシュア・ハインズ＝アレン（Joshua Hines-Allen, 出生名：ジョシュア・アレン〈Joshua Allen〉, 1997年7月13日 - ）は、アメリカ合衆国バージニア州カンバーランド出身のプロアメリカンフットボール選手。NFLのジャクソンビル・ジャガーズに所属している。ポジションはディフェンシブエンド。

## 経歴

### カレッジ
ケンタッキー大学では3年目の2017年シーズンに7サックを記録してオールSECセカンドチームに選出され、2018年のNFLドラフトにアーリーエントリーしたが、後に撤回して大学に残った。
2018年シーズンは88タックル、17サックを記録し、SEC最優秀守備選手賞を受賞した。4年間で通算31.5サックを記録し、ケンタッキー大学の最高記録を更新した。

#### 個人成績
| 2015 | 3  | 1  | 3  | 4  | 1.5  | 0.5 | 0 | 0  | 0  | 0 | 1 | 0 | 0 | 0 | 0 |
| 2016 | 13 | 32 | 30 | 62 | 8.5  | 7   | 0 | 0  | 0  | 0 | 0 | 0 | 0 | 0 | 4 |
| 2017 | 13 | 32 | 34 | 66 | 10.5 | 7   | 1 | 14 | 14 | 0 | 3 | 0 | 0 | 0 | 2 |
| 2018 | 13 | 56 | 32 | 88 | 21.5 | 17  | 0 | 0  | 0  | 0 | 4 | 2 | 0 | 0 | 5 |

### ジャクソンビル・ジャガーズ
| 6 ft 4+7⁄8 in (195 cm)      | 262 lb (119 kg) | 33+1⁄2 in (85 cm) | 8+3⁄4 in (22 cm) | 4.63 s | 4.23 s | 7.15 s | 9 ft 10 in (3.00 m) | 28 回 | 15 |
| All values from NFL Combine |                 |                   |                  |        |        |        |                     |       |    |

2019年のNFLドラフトにて全体7位でジャクソンビル・ジャガーズから指名され、その後4年総額2,180万ドルのルーキー契約を結んだ。

#### 2019年シーズン
第3週のテネシー・タイタンズ戦でマーカス・マリオタから2サックを記録。第8週のニューヨーク・ジェッツ戦ではサム・ダーノルドから2サックを記録した。
このシーズンはチーム最多の10.5サックを記録し、欠場するフランク・クラークの代理としてプロボウルに選出された。ジャガーズのルーキーがプロボウルに選出されるのは史上初であった。

#### 2020年シーズン
このシーズンは膝を痛め、8試合の出場に留まった。

#### 2021年シーズン
第9週のバッファロー・ビルズ戦では8タックルに加え、同姓同名であるジョシュ・アレンからサック、インターセプトを記録し、さらにファンブルも誘発。9-6での勝利に貢献した。

#### 2022年シーズン
開幕前にジャガーズから5年目の契約オプションを行使された。
レギュラーシーズン最終戦となった第18週のタイタンズ戦にて、最終盤にファンブルからタッチダウンを記録。これが決勝点となって試合に勝利し、ジャガーズは2017年以来となる地区優勝、プレーオフ進出となった。この活躍により、AFCの週間最優秀守備選手に選出された。

#### 2023年シーズン
全17試合に先発出場し、66タックル、17.5サックを記録して自身2度目のプロボウルに選出された。

#### 2024年シーズン
2024年4月10日、8,800万ドルが保証された5年1億5,000万ドルの契約延長にジャガーズと合意した。

## 家族
姉のマイシャ・ハインズ＝アレンはWNBA選手で、現在はワシントン・ミスティクスに所属している。マイシャ以外にも2人の姉がおり、いずれもバスケットボール選手である。
叔父のグレゴリー・ハインズも元バスケットボール選手で、1983年のNBAドラフトにて5巡目で指名されたが、NBAでプレーすることはなかった。
大学1年生の時に出会ったケイトリン・モリソンと2019年に結婚した。子供が3人産まれている。
2024年7月9日に、姓をハインズ＝アレンに変更した。

## 詳細情報

### 年度別成績
| Legend | Legend       |
| ------ | ------------ |
| 太字   | キャリアハイ |

#### レギュラーシーズン
| シーズン | チーム | 試合 | 試合 | タックル | タックル | タックル | タックル | タックル | タックル | インターセプト | インターセプト | インターセプト | インターセプト | インターセプト | インターセプト | ファンブル | ファンブル | ファンブル | ファンブル | ファンブル |
| シーズン | チーム | GP   | GS   | Cmb      | Solo     | Ast      | TFL      | Sck      | Sfty     | PD             | Int            | Yds            | Y/I            | Lng            | TD             | FF         | FR         | Yds        | Y/R        | TD         |
| -------- | ------ | ---- | ---- | -------- | -------- | -------- | -------- | -------- | -------- | -------------- | -------------- | -------------- | -------------- | -------------- | -------------- | ---------- | ---------- | ---------- | ---------- | ---------- |
| 2019     | JAX    | 16   | 4    | 44       | 31       | 13       | 11       | 10.5     | 0        | 0              | 0              | 0              | —              | 0              | 0              | 2          | 0          | 0          | —          | 0          |
| 2020     | JAX    | 8    | 7    | 13       | 7        | 6        | 2        | 2.5      | 0        | 1              | 0              | 0              | —              | 0              | 0              | 0          | 0          | 0          | —          | 0          |
| 2021     | JAX    | 16   | 15   | 71       | 46       | 25       | 12       | 7.5      | 0        | 4              | 1              | 11             | 11.0           | 11             | 0              | 1          | 1          | 0          | 0.0        | 0          |
| 2022     | JAX    | 17   | 17   | 57       | 35       | 22       | 11       | 7.0      | 0        | 2              | 0              | 0              | —              | 0              | 0              | 4          | 2          | 38         | 19.0       | 1          |
| 2023     | JAX    | 17   | 17   | 66       | 43       | 23       | 17       | 17.5     | 0        | 1              | 1              | 8              | 8.0            | 8              | 0              | 2          | 0          | 0          | 0.0        | 0          |
| 2024     | JAX    | 16   | 16   | 45       | 26       | 19       | 10       | 8.0      | 0        | 2              | 0              | 0              | 0.0            | 0              | 0              | 1          | 1          | 13         | 13.0       | 0          |
| 通算     | 通算   | 90   | 76   | 296      | 188      | 108      | 63       | 53.0     | 0        | 10             | 2              | 19             | 9.5            | 11             | 0              | 10         | 4          | 51         | 12.8       | 1          |

- 2024年度シーズン終了時

### ジャガーズ記録
- ルーキーによるシーズン最多サック：10.5（2019）
- 史上初となるルーキーでのプロボウル選出（2019）